# Charles-Louis Michelez

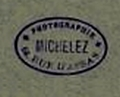
Cachet humide apposé sur les photos de Michelez.

Charles-Louis Michelez, né le 30 janvier 1817 à Paris où il est mort le 21 mai 1894, est un photographe français.

## Biographie

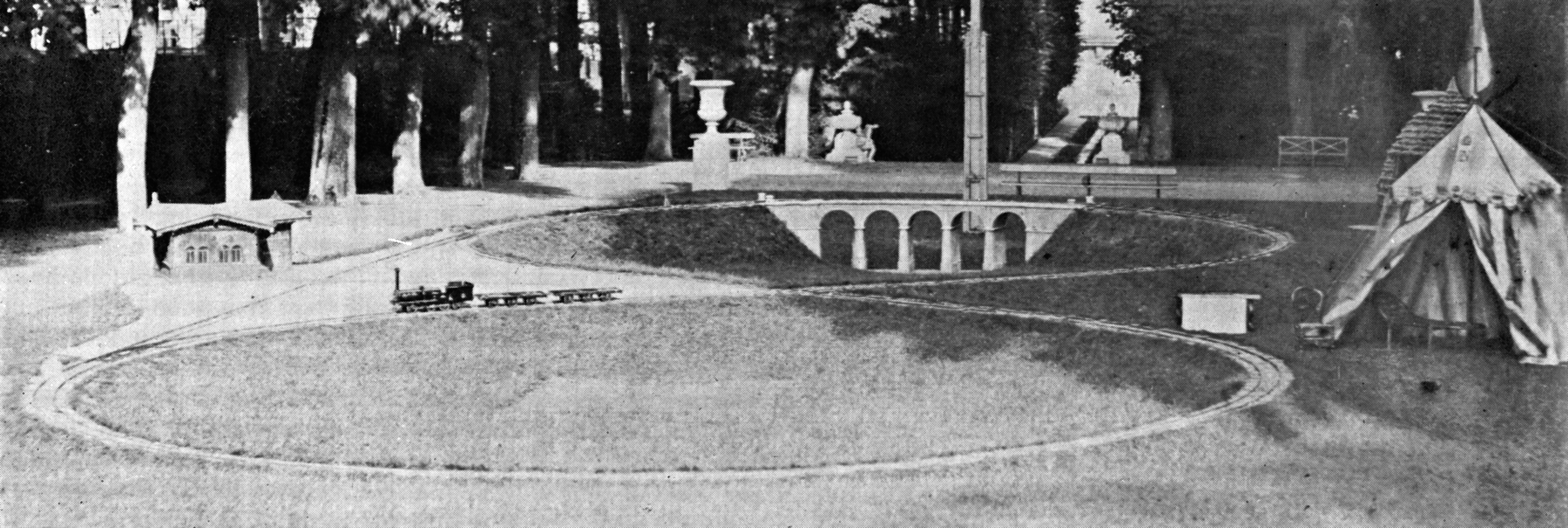
Le chemin de fer du Prince impérial, photographie de Michelez, 1859.

Michelez ouvre un studio photographique à Paris en 1856, il est inscrit dans le Bottin-Didot en 1876, dans l'Agenda photographique en 1876 et expose à partir de 1859 à Société française de photographie dont il est membre. Son fils Alfred Michelez (1864-1949) reprend l'activité à la mort de son père. Il obtient le titre de Photographe de l'administration des Beaux-Arts et de la ville de Paris, reproduisant les tableaux et sculptures acquis par l’État et commercialisant des reproductions.
Il avait son studio et laboratoire au 45 rue Jacob. Il s'installa rue Vavin après la guerre de 1870.

## Production
Il réalise en 1859 une célèbre photo Le chemin de fer du Prince impérial qui est publiée dans Le Monde illustré et qui est considérée comme la première photo au monde d'un modèle de chemin de fer. Il reçoit ensuite de nombreuses commandes officielles pour photographier les Salons, les Expositions universelles en France et les acquisitions de l’État à partir de 1867. et ce jusqu'à sa mort en 1894,. Il travaille aussi en collaboration avec le photographe Pierre Petit.